# Williams FW28
Williams FW28 — болид Формулы-1, построенный для участия в чемпионате 2006 года командой WilliamsF1. Сезон стал неудачным для шасси — лишь 8 место в Кубке конструкторов для команды.

## История
Шасси 2006 года изначально проектировалось под мотор BMW, однако уже на начальной стадии работ в августе 2005 стало известно, что Williams будет использовать в следующем году моторы частной компании Cosworth. Таким образом, Williams осталась, по сути, единственной полностью частной командой, использовавшей к тому же клиентский двигатель. Кроме того, новым  поставщиком шин стала компания Bridgestone. Ожидания перед началом нового сезона были достаточно велики. Руководители Williams, в частности, заявляли о намерении бороться за третью позицию в Кубке Конструкторов. Подкрепляли эти намерения и результаты испытаний мотора Cosworth CA2006 - в начале сезона он, по-видимому, был самым мощным среди новых моторов V8. На место Ника Хайдфельда в команду пригласили дебютанта - Нико Росберга, сына чемпиона мира 1982 года Кеке Росберга.
Первые гонки так же внушали оптимизм - в Бахрейне дебютант Нико Росберг показал лучший круг в гонке, а в квалификации на Сепанге пилоты команды завоевали второй ряд стартового поля. Но удачная квалификация была сведена на нет двумя отказами моторов в гонке. Но именно с началом европейской части чемпионата начали проявляться многочисленные проблемы, незаметные ранее - в частности, резко обозначилась потеря чувствительности рулевого управления при атаке на поребрик, команду буквально преследовали проблемы с надежностью гидравлики и системы охлаждения двигателя, несколько раз подводил и сам мотор. Проблемы с надежностью сопровождались и отставанием по скорости - если в начале сезона машина по времени на круге уступала только Ferrari и Renault, то к середине сезона пилоты Williams в квалификации зачастую не могли пробиться в первую десятку и уверенно опережали лишь аутсайдеров чемпионата. Ситуация в гонке, как правило, была не лучше. Отставание в темпах развития по ходу сезона стало следствием во-первых недостатка финансирования (команда начала сезон, имея очень солидный дефицит бюджета, вызванный уходом многих её спонсоров в конце 2005), а во-вторых лихорадочными попытками исправить в первую очередь положение с надежностью. В результате, в одиннадцати гонках подряд команде не удалось заработать ни одного очка, а в Кубке Конструкторов зачете Williams откатился на восьмое место. Это худший результат в истории коллектива с 1978 года.
В середине сезона команду покинул создатель болида Йорг Цандер, а Марк Уэббер - первый пилот - подписал контракт на 2007 с Red Bull Racing. Впрочем, были и положительные моменты - новым титульным спонсором стал AT&T, а контракт с Toyota на 2007 год позволил заменить хотя и мощный, но прожорливый и ненадежный мотор Cosworth гораздо более доведённым и надежным японским агрегатом. FW28В с таким двигателем проходил испытания на тестах уже с сентября 2006.

## Галерея
- Марк Уэббер управляет Williams FW28 на Гран-при Франции 2006 года).
- Алекс Вурц
- Нико Росберг

## Результаты гонок
| Легенда к таблице |                                                                    |
| --- | ------------------------------------------------------------------ |
| В таблице перечислены результаты всех Гран-при Формулы-1, в которых использовался автомобиль. Строками таблицы являются сезоны, столбцами — этапы чемпионата мира. В каждой клетке указаны сокращённое название этапа и результат, дополнительно обозначенный цветом. Расшифровка обозначений и цветов представлена в нижеследующей таблице. |                                                                    |
| \| Пример \| Описание \| \| ------------ \| ------------------------------------------------------------------ \| \| 1 \| Победитель \| \| 2 \| Второе место \| \| 3 \| Третье место \| \| 5 \| Финишировал, заработав очки \| \| Сход \| Не финишировал, но при этом заработал очки \| \| 12 \| Финишировал, не получив очков \| \| НКЛ \| Финишировал, но не попал в финальную классификацию \| \| 15 \| Участвовал вне зачёта, либо по отдельной классификации \| \| 18 \| Не финишировал, но попал в финальную классификацию \| \| Сход \| Не финишировал \| \| НКВ \| Не прошёл квалификацию \| \| НПКВ \| Не прошёл предквалификацию \| \| ДСК \| Дисквалифицирован \| \| ИСК \| Исключён из протокола соревнований \| \| ТТ \| Заявлен для участия только в тренировках \| \| НС \| Участвовал в квалификации, но не стартовал в гонке \| \| Т \| Травмирован или болен \| \| ОТК \| Отказ от участия \| \| НТР \| Прибыл на соревнования, но на трассу не выезжал \| \| НПР \| Был заявлен в числе участников, но не прибыл к началу соревнований \| \| О \| Соревнования отменены \| \| \| Не участвовал \| \| Поул-позиция \| \| \| Быстрый круг \| \| |                                                                    |
| Пример | Описание                                                           |
| 1 | Победитель                                                         |
| 2 | Второе место                                                       |
| 3 | Третье место                                                       |
| 5 | Финишировал, заработав очки                                        |
| Сход | Не финишировал, но при этом заработал очки                         |
| 12 | Финишировал, не получив очков                                      |
| НКЛ | Финишировал, но не попал в финальную классификацию                 |
| 15 | Участвовал вне зачёта, либо по отдельной классификации             |
| 18 | Не финишировал, но попал в финальную классификацию                 |
| Сход | Не финишировал                                                     |
| НКВ | Не прошёл квалификацию                                             |
| НПКВ | Не прошёл предквалификацию                                         |
| ДСК | Дисквалифицирован                                                  |
| ИСК | Исключён из протокола соревнований                                 |
| ТТ | Заявлен для участия только в тренировках                           |
| НС | Участвовал в квалификации, но не стартовал в гонке                 |
| Т | Травмирован или болен                                              |
| ОТК | Отказ от участия                                                   |
| НТР | Прибыл на соревнования, но на трассу не выезжал                    |
| НПР | Был заявлен в числе участников, но не прибыл к началу соревнований |
| О | Соревнования отменены                                              |
| | Не участвовал                                                      |
| Поул-позиция |                                                                    |
| Быстрый круг |                                                                    |

| Шасси | Двигатель          | Шины | Пилоты  | 1   | 2    | 3    | 4   | 5    | 6   | 7    | 8    | 9    | 10   | 11   | 12   | 13   | 14   | 15   | 16   | 17  | 18   | Место | Очки |
| ----- | ------------------ | ---- | ------- | --- | ---- | ---- | --- | ---- | --- | ---- | ---- | ---- | ---- | ---- | ---- | ---- | ---- | ---- | ---- | --- | ---- | ----- | ---- |
| FW28  | Cosworth CA2006 V8 | B    |         | БАХ | МАЛ  | АВС  | САН | ЕВР  | ИСП | МОН  | ВЕЛ  | КАН  | США  | ФРА  | ГЕР  | ВЕН  | ТУР  | ИТА  | ЯПО  | КИТ | БРА  | 8     | 11   |
| FW28  | Cosworth CA2006 V8 | B    | Уэббер  | 6   | Сход | Сход | 6   | Сход | 9   | Сход | Сход | 12   | Сход | Сход | Сход | Сход | 10   | 10   | Сход | 8   | Сход | 8     | 11   |
| FW28  | Cosworth CA2006 V8 | B    | Росберг | 7   | Сход | Сход | 11  | 7    | 11  | Сход | 9    | Сход | 9    | 14   | Сход | Сход | Сход | Сход | 11   | 10  | Сход | 8     | 11   |